# Baltimore/Washington International Airport
Baltimore/Washington International Thurgood Marshall Airport (IATA: BWI, ICAO: KBWI, FAA LID: BWI), även känd som BWI eller BWI Marshall, är en internationell flygplats belägen i Anne Arundel County i Maryland. Flygplatsen invigdes den 24 juni 1950, då under namnet Friendship International Airport, och betjänar Baltimore, huvudstaden i Maryland i USA. Tillsammans med Washington Dulles International Airport och Ronald Reagan Washington National Airport är det en av de tre flygplatserna som betjänar Baltimore-Washington metropolitan area. Flygplatsen ligger 14 kilometer söder om Baltimore och 48 kilometer nordöst om Washington, D.C.
Baltimore/Washington International Thurgood Marshall Airport, en bas för Southwest Airlines, är den tjugoandra mest trafikerade flygplatsen i USA och den mest trafikerade i Washingtons storstadsområde. Flygplatsen bytte senast namn den 1 oktober 2005 till Baltimore/Washington International Thurgood Marshall Airport. Namnbytet skedde för att hedra minnet av Thurgood Marshall, en domare i USA:s högsta domstol som växte upp i Baltimore. Namnet BWI Thurgood Marshall föreslogs av Del. Emmet C. Burns Jr., en politiker för Baltimore County, likt flygplatsen Ronald Reagan Washington National Airport. Eftersom fler gav stöd för detta fick flygplatsen sitt nuvarande namn. Det är även ett stort antal resande från Richmonds, Harrisburgs och Philadelphias storstadsområden. Hela flygplatsen täcker 1 279 hektar mark.

## Historia

### Tidiga år
Innan flygplatsen byggdes hade Baltimore enbart flygplatsen Baltimore Municipal Airport, som mest användes för civiltrafik. Planeringen för en ny flygplats som skulle täcka 3 200 acres (1 300 hektar) för att betjäna Baltimore-Washingtonområdet inleddes kring slutet av andra världskriget. 1944 bestämde Baltimore Aviation Commission att den bästa platsen för en ny flygplats skulle vara på mark nära Linthicum Heights på 2 100 acres (850 hektar). Byggnadskostnaden beräknades till 9 miljoner dollar, i dagens värde (2021) ungefär 1,15 miljarder svenska kronor. Platsen valdes eftersom det låg 15 minuter från centrala Baltimore, nära till Pennsylvania Railroad, Baltimore and Annapolis Railroad och till den föreslagna Baltimore–Washington Parkway samt för att den hade goda siktförhållanden. Ett alternativt läge vid Gov. Ritchie Highway i Furnace Branch nekades av Förenta staternas kontor för krigsinformation och ett annat läge vid Lipin's Corner bedömdes ligga för långt ifrån Baltimore. Statens luftfartsmyndighet godkände förslaget om läget vid Linthicum Heights år 1946.
En stor del av marken köptes från Friendship Methodist Church under 1946 och första spadtaget togs 2 maj 1947. Friendship Methodist Church höll sin sista gudstjänst under påsksöndagen 1948. Friendship Methodist Church revs senare för att göra plats åt den nya flygplatsen och då flyttades 170 gravar på en kyrkogård. Efter detta köptes fler andra tomter. Baltimore-Fort Meade Road flyttades västerut för att göra rum för byggandet av flygplatsen.
Flygplatsen invigdes som Friendship International Airport den 24 juni 1950 av president Harry S. Truman. Eftersom landningsbanorna på Friendship International Airport inte var tillräckligt långa för att presidentens officiella flyg, Air Force One, skulle kunna landa tvingades han att landa på närliggande Washington National Airport, numera känd som Ronald Reagan Washington National Airport. Han hade även med sig William Preston Lane, guvernör i Maryland och Thomas D'Alesandro Jr., borgmästare i Baltimore. Den totala byggkostnaden blev totalt 15 miljoner dollar, vilket år 2021 ungefär är värt 1,9 miljarder svenska kronor. En månad senare flyttades flygningarna från Baltimore Municipal Airport till den nya flygplatsen. Eastern Air Lines flög det första planet som ankom till flygplatsen, en Douglas DC-3 klockan 00.01 på morgonen. Sju minuter senare var det även det första planet att lyfta från flygplatsen. Totalt 300 besökare kom dit för att se det första planet anlända och lämna flygplatsen.
Den officiella flygbolagsguiden för april 1957 visar 52 flygningar i veckan: 19 av Eastern Air Lines, 12 av Capital Airlines, 8 av American Airlines, 4 av National Airlines, 3 av Trans World Airlines, 3 av United Airlines, 2 av Delta Air Lines och 1 av Allegheny Airlines. Det fanns även flyg till Miami men direktflyg västerut kom inte längre än till Ohio. Baltimores räckvidd utökades när jetflygen startade. Friendship International Airport blev den första flygplatsen på landets östkust att betjänas av transkontinentala flyg när dessa lanserades 1957. Fram till 1962, då Washington National Airport och Dulles International Airport upprustades, var Friendship International Airport den enda flygplatsen i området där tidiga jetflyg kunde landa.

### 1970-talet till 1990-talet

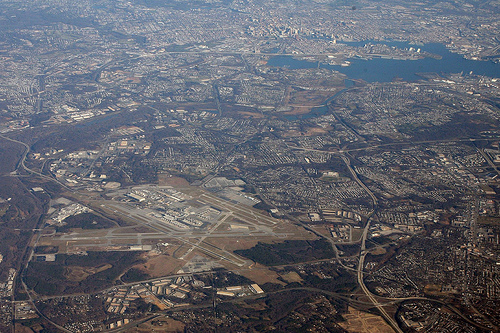
Flygbild över BWI, med centrala Baltimore i bakgrunden.

1972 köpte Maryland Department of Transportation flygplatsen från Baltimores stad för 36 miljoner dollar. Samtidigt tog Maryland State Aviation Administration över luftfartygsoperationer och gick från 3 anställda till över 200. Planerna på att uppgradera och modernisera flygplatsen blev nästan omedelbart meddelade av statens transportminister Harry Hughes.
För att attrahera passagerare från Washingtons storstadsområde bytte flygplatsen namn till Baltimore/Washington International Airport den 16 november 1973. Flygplatsens IATA-kod, som tidigare var BAL, ändrades inte på sju år tills International Air Transport Association bytte kod till BWI den 20 april 1980. Kodbytet blev officiellt sex månader senare den 26 oktober. IATA-koden hade tidigare använts av en flygplats i Bewani i Papua Nya Guinea.
Den första etappen av flygplatsens modernisering blev klar 1974 och totalkostnaden blev 30 miljoner dollar. Några av uppgraderingarna var en förbättrad instrumentlandningsförmåga och bättre landningssystem samt att tre nya fraktterminaler byggdes så att flygplatsens fraktterminaler kom att omfatta 1,02 hektar.
Renoveringen av flygplatsens terminal blev klar 1979 vilket var det största jobbet i moderniseringen av flygplatsen. Terminalens design skapades av Aecom och Peterson & Brickbauer. Terminalens storlek mer än fördubblades för att omfatta 5,90 hektar. Samtidigt ökades antalet gater från 20 till 27. Den totala kostnaden för detta blev 70 miljoner dollar. För att fortsätta renoveringen skapades BWI Development Council för att stötta initiativet med moderniseringen.
1980 öppnade flygplatsens järnvägsstation, BWI Rail Station, som skapade en anslutning för resenärer på Amtraks tåglinje Northeast Corridor. BWI:s flygplatsen blev den första flygplatsen i USA med anslutning till en intercity-station. Stationen försågs med tågtrafik till huvudstaden Washington, D.C., något som flygplatsen Dulles inte hade. 1997 invigdes en ny terminal till, Terminal E, då Governor William Donald Schaefer International Terminal, en internationell terminal designad av STV Group och William Nicholas Bodouva & Associates. Detta projekt kostade totalt 140 miljoner dollar. men även efter detta hade Dulles fortfarande fler internationella flygningar och inte lika många internationella flygbolag lockades till BWI. De första transatlantiska flygningarna flögs av World Airways runt 1981 och British Airways började flyga till flygplatsen några år senare.
Under första halvan av 1990-talet förlängdes bana 15L/33R med 520 meter från 980 meter, med en totallängd på 1 500 meter vilket gjorde att banan kunde användas av mindre jetflygplan såsom Boeing 737.
I början av 1980-talet och under en stor del av 1990-talet flög Piedmont Airlines samt dess efterföljare US Airways till BWI men på grund av IT-bubblan, 11 september-attackerna och konkurrens från övriga lågprisflygbolag lades flygningarna ned. Efter att Southwest Airlines började sina flygningar till och från flygplatsen under september 1993 och efter en efterföljande expansion under tidigt 2000-tal har flygplatsen blivit ett nav för lågprisbolag i Baltimores och Washingtons storstadsområde. Southwest Airlines är det flygbolag med flest flygningar från BWI och stod för 56,12 procent av passagerarna år 2011 och hade 245 dagliga avgångar till USA, Mexiko och Karibien.

### 2000-talet och nutid

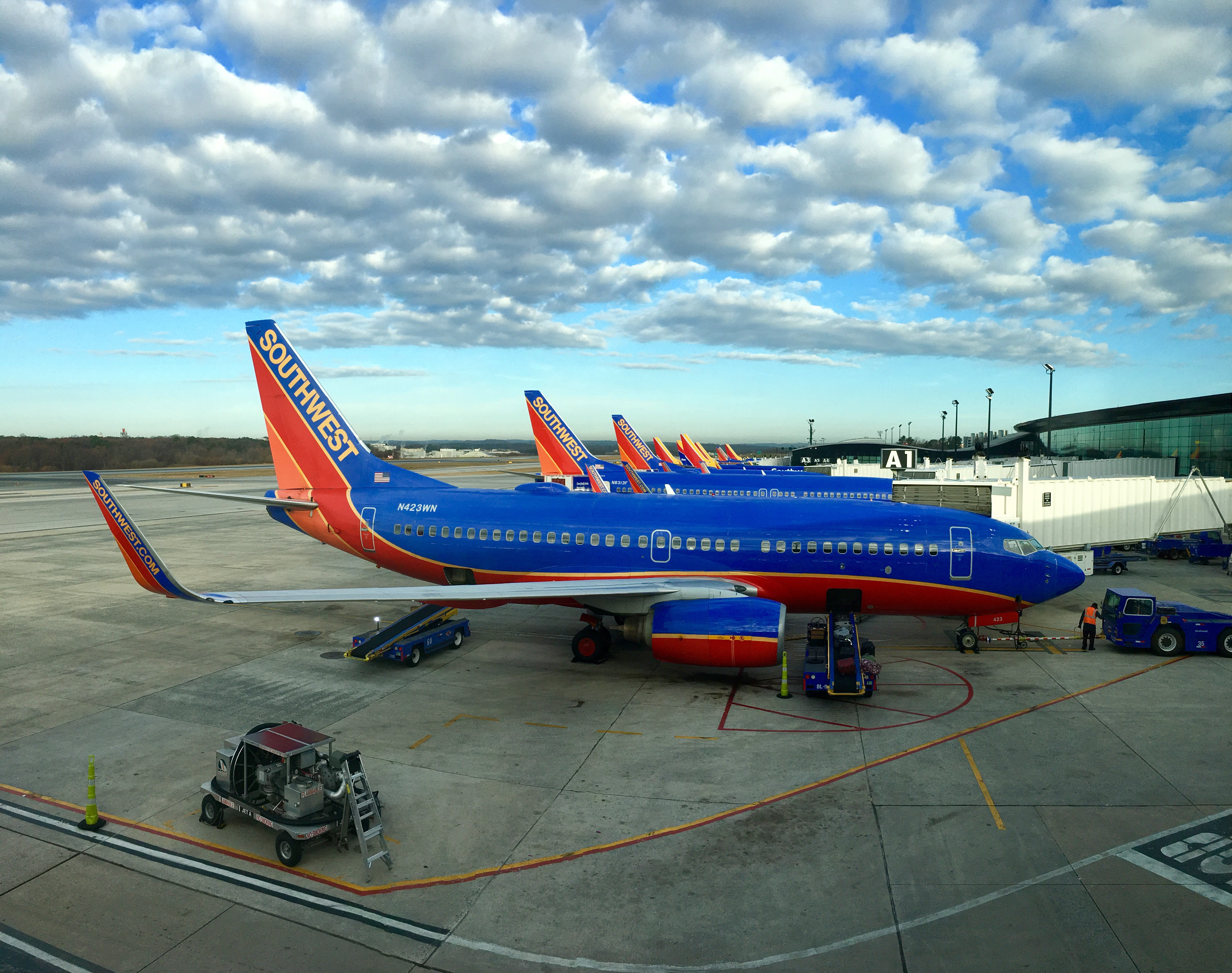
Southwest Airlines-flygplan vid Terminal A-B.

För att kunna få plats för Southwest Airlines många flygningar renoverades och utökades terminal A och B under 2005. Den nya anläggningen som designades av URS Corporation öppnade den 22 maj 2005 och den 1 oktober samma år bytte flygplatsen återigen namn till Baltimore/Washington International Thurgood Marshall Airport till minne av Thurgood Marshall, domare i USA:s högsta domstol som växte upp i Baltimore.
Med start 6 augusti 2014 stängdes bana 04-22 permanent. Den var 1 829 meter lång och användes när huvudbanorna stängdes för reparation. Den sista flygningen var en flygning från Chicago Midways flygplats som anlände klockan 04.18 på morgonen.
Flygplatsen har använts för att spela in vissa scener i filmer som När lammen tystnar, Goldfinger, Broadcast News – nyhetsfeber, Home for the Holidays och De 12 apornas armé.
2008 rankade tidningen Health BWI som den näst hälsosammaste flygplatsen i USA. 2009 ökade resenärerna med 6 procent på grund av ökningen av lågprisflyg. Enligt en undersökning från 2009 av Airports Council International om flygplatskvalitet låg BWI på första plats i kategorin för flygplatser med 15–25 miljoner passagerare. BWI låg även på sjunde plats på en lista över passagerares tycken för medelstora flygplatser, gjord av J.D Power and Associates.
I början av 2016 meddelades det att flygplatsen startat ett samarbete med radiokanalen WTMD som tillhör universitetet Towson University i Baltimore och att det kommer hållas en serie konserter vid terminalens baggageutlämning.
I slutet av 2018 började byggandet av fem nya gater för att få plats för Southwest Airlines flygningar och då stängdes också ett antal gater för att bli ersatta av dessa. Detta blev klart 2021 och bekostades av delstaten, som sköt till 48 miljoner dollar, och flera privata aktörer. I projektet renoverades också terminalen och dess toaletter samt att ett antal restauranger öppnade. Samma år blev det även rekord för flest årliga passagerare på BWI med över 27,1 miljoner passagerare.
2021 upphör det regionala flygbolaget Southern Airways Express med sina flygningar på BWI och kommer istället att byta flygplats till Dulles.

## Anläggningar

### Banor
Flygplatsen har tre aktiva banor:
- 10/28: 3 201 m × 46 m. Bana 28 är huvudbanan för plan som ska lyfta om inte hård vind kräver att planen lyfter vid bana 15R. Bana 10 har ILS i kategorin IIIB och bana 28 har ILS i kategorin I.
- 15R/33L: 2 896 m × 46 m. Bana 33L är huvudbanan för plan som ska landa, om inte vind kräver att planen måste landa vid Bana 10 som har högre ILS-grad. Thomas A. Dixon Aircraft Observation Area vid närliggande Friendship Park har utsikt över bana 33L. Båda banorna har ILS i kategorin I.
- 15L/33R: 1 500 m × 30 m. Detta är huvudbanan för allmän luftfart. Banan var tidigare 980 meter lång men förlängdes under 1990-talet och kan numera hantera nödlandningar av plan som Boeing 737, som i övrigt är det mest använda flygplanet på flygplatsen.

### Terminaler

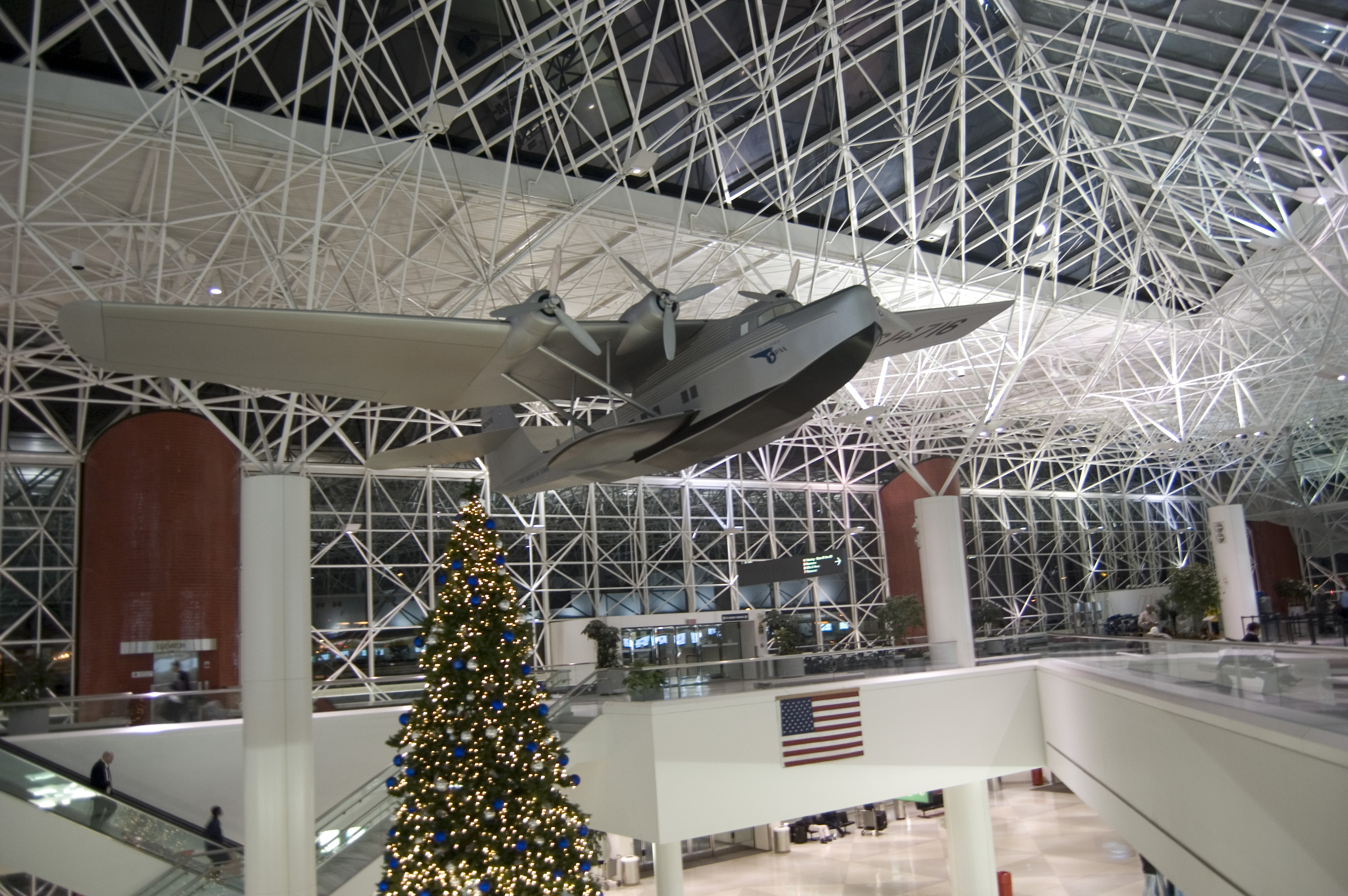
Terminal E på flygplatsen.

Baltimore/Washington International Airport har fem terminaler med totalt 77 gater. De internationella flygningarna går från Terminal E.
- Terminal A och B har 30 gater.[45]
- Terminal C har 14 gater.[45]
- Terminal D har 23 gater.[45]
- Terminal E har 10 gater.[45]

### Gods
Flygplatsens godsterminal täcker totalt en area på 36 700 m². Anläggningen har även en lastbyggnad i Midfield Cargo Complex som är en så kallad free trade zone, en ramp för flygfrakt på 6,9 hektar samt en rampparkering med plats för 17 flygplan som även har direkt anslutning till fraktfartyg.

### Övriga trafikslag

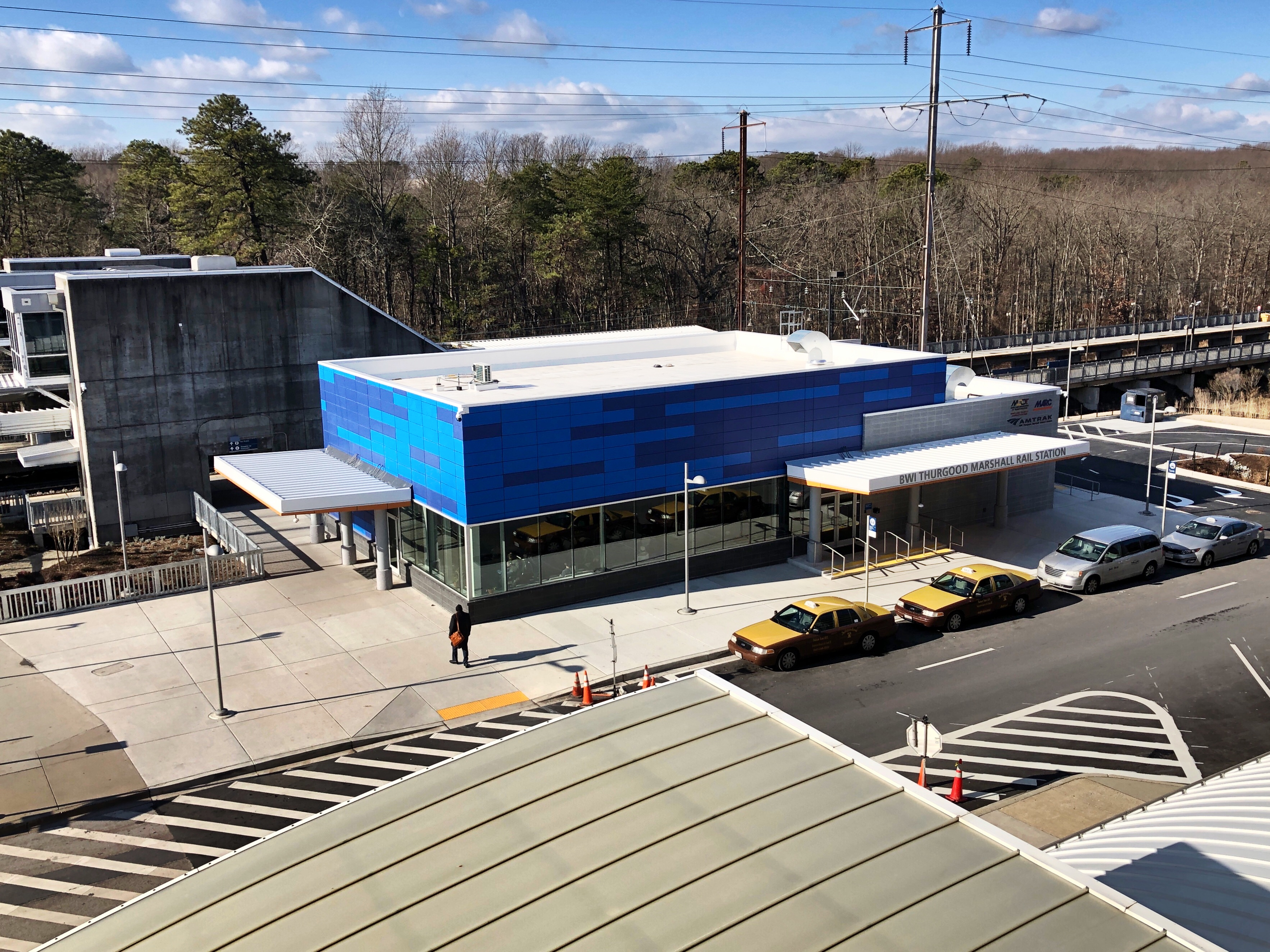
BWI Rail Station sedd december 2019.

BWI ligger vid slutet på Interstate 195, en motorväg som ansluter till Baltimore–Washington Parkway och vägen Interstate 95.
Flygplatsen rankades på tionde plats på listan "Top Ten Easiest U.S. Airports To Get To" gjord av hemsidan Aviation.com under 2007. Det finns dessutom anslutning till en light rail-station i huvudterminalen. Banan tillhör Maryland Transit Administration och tågen går mot Hunt Valley.
Det är ungefär 1,5 kilometer mellan flygplatsen och järnvägsstationen BWI Rail Station. Det finns en gratisbuss som ansluter flygplatsen och stationen. Tågbolaget Amtrak betjänar stationen med tåglinjen Northeast Regional, snabbtågslinjen Acela Express och även enskilda namngivna tåg såsom Palmetto. Stationen betjänas även av lokaltåg på MARC:s Penn Line mellan Union Station i Washington, D.C. och Perryville i Maryland. Att åka till centrala Baltimore med tåget tar ungefär 20 minuter och tåg till Washington, D.C. tar cirka 35 minuter. Veckodagar går tågen varje timme med fler avgångar under rusningstimmarna.

### Övriga anläggningar

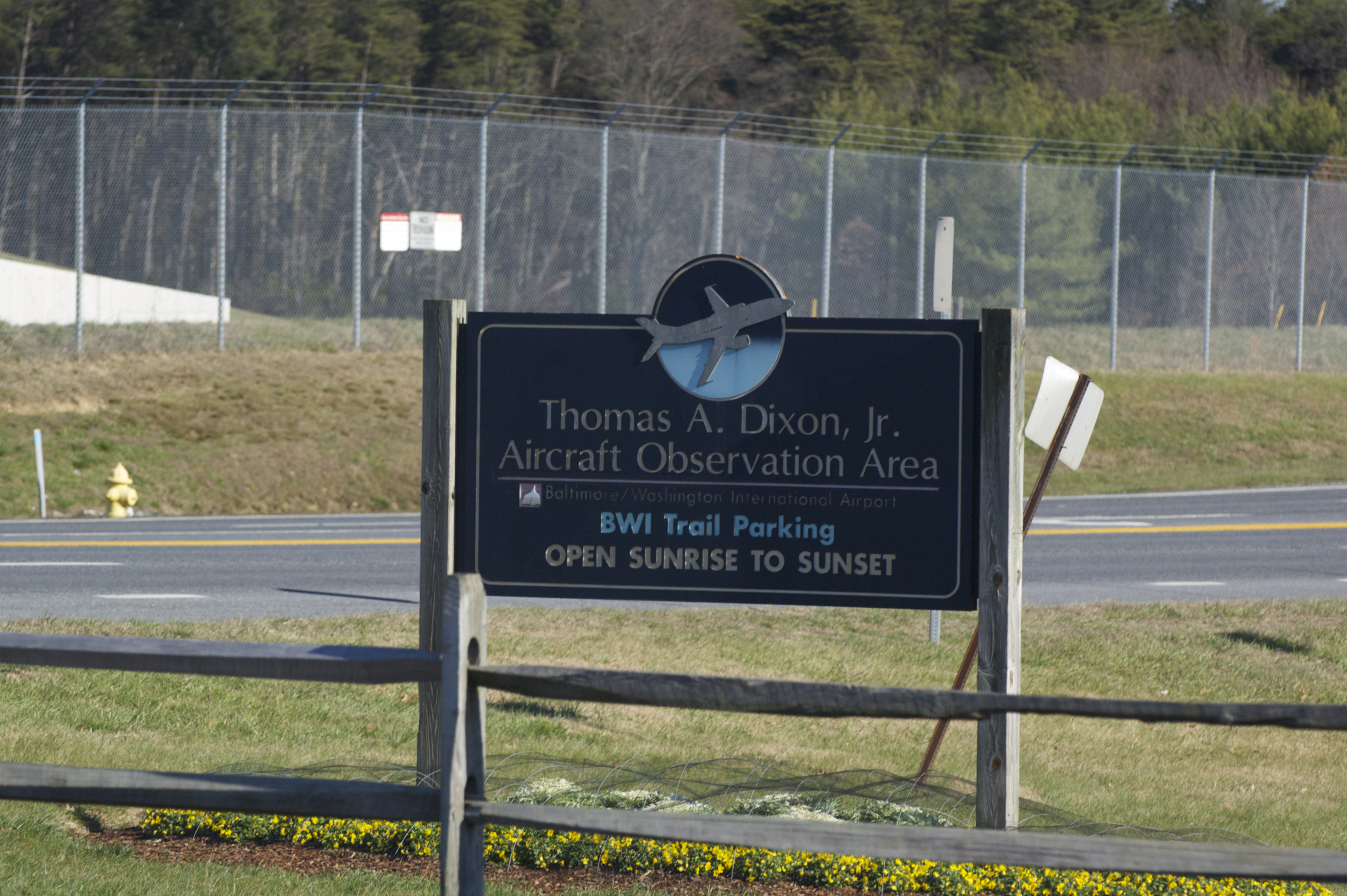
Thomas A Dixon, Jr. Aircraft Observation Area.

Under 1990-talet öppnade flygplatsen Thomas A. Dixon Aircraft Observation Area vid parken Friendship Park, där det bland annat finns en lekplats och en terrass där man kan se ut över flygplatsens bana 15R-33L och då kan även flygplan ses landa.
Det finns även flera parkeringsgarage vid flygplatsen där besökare kan se bana 15R där planen också brukar landa ibland.
Maryland Aviation Administration har sitt huvudkontor på den tredje våningen i terminalbyggnaden.

## Flygbolag och destinationer

### Passagerare
| Flygbolag            | Destinationer | Refs   |
| -------------------- | --- | ------ |
| Air Canada Express   | Montréal–Trudeau, Toronto–Pearson | [ 52 ] |
| Alaska Airlines      | Seattle/Tacoma | [ 53 ] |
| Allegiant Air        | Asheville, Destin/Fort Walton Beach, Knoxville, Punta Gorda, Sarasota, Savannah | [ 54 ] |
| American Airlines    | Charlotte, Chicago–O'Hare, Dallas/Fort Worth, Miami | [ 55 ] |
| American Eagle       | Charlotte, Chicago–O'Hare, New York–JFK, Philadelphia | [ 55 ] |
| Boutique Air         | Altoona, Massena | [ 56 ] |
| British Airways      | London–Heathrow | [ 57 ] |
| Condor               | Säsong: Frankfurt | [ 58 ] |
| Contour Airlines     | Macon/Warner Robins | [ 59 ] |
| Delta Air Lines      | Atlanta, Detroit, Minneapolis/St. Paul, Salt Lake City | [ 60 ] |
| Delta Connection     | Cincinnati, Detroit, New York–JFK, Raleigh/Durham | [ 60 ] |
| Frontier Airlines    | Denver, Miami, Orlando | [ 61 ] |
| Jetblue              | Boston | [ 62 ] |
| Southwest Airlines   | Albany, Albuquerque, Aruba, Atlanta, Austin, Birmingham, Boston, Buffalo, Cancún, Charleston, Charlotte, Chicago–Midway, Chicago–O'Hare, Cincinnati, Cleveland, Columbus, Dallas–Love, Denver, Destin/Fort Walton Beach, Detroit, Fort Lauderdale, Fort Myers, Grand Rapids, Greenville/Spartanburg, Hartford, Houston–Hobby, Indianapolis, Jackson, Jacksonville, Kansas City, Las Vegas, Long Island, Los Angeles, Louisville, Manchester, New Hampshire, Memphis, Miami, Milwaukee, Minneapolis/St. Paul, Montego Bay, Myrtle Beach, Nashville, Nassau, New Orleans, New York–LaGuardia, Norfolk, Oakland, Orlando, Panama City, Florida, Pensacola, Phoenix–Sky Harbor, Pittsburgh, Portland, Providence, Punta Cana, Raleigh/Durham, Rochester, New York, Sacramento, St. Louis, Salt Lake City, San Antonio, San Diego, San Juan, Sarasota, Savannah, Georgia, Syracuse, New York, Tampa, West Palm Beach Säsong: Grand Cayman, Liberia, Portland (Oregon) | [ 68 ] |
| Spirit Airlines      | Atlanta, Boston, Cancún, Chicago–O'Hare, Dallas/Fort Worth, Detroit, Fort Lauderdale, Houston–Intercontinental, Las Vegas, Los Angeles, Miami, Minneapolis/St. Paul, Montego Bay, Myrtle Beach, New Orleans, Orlando, San Juan, San Salvador, Tampa | [ 70 ] |
| Sun Country Airlines | Minneapolis/St. Paul | [ 71 ] |
| United Airlines      | Chicago–O'Hare, Denver, Houston–Intercontinental, Los Angeles, San Francisco | [ 72 ] |
| United Express       | Chicago–O'Hare | [ 72 ] |

### Frakt
| Flygbolag     | Destinationer |
| ------------- | --- |
| Amazon Air    | Atlanta, Chicago, Cincinnati, Houston–Intercontinental, Miami, Minneapolis/St. Paul, Ontario, Portland (OR), Riverside, Sacramento, St. Louis, Tampa, Wilmington |
| DHL Aviation  | Cincinnati |
| Fedex Express | Columbus, Harrisburg, Indianapolis, Memphis |
| Fedex Feeder  | Newark, Salisbury, Maryland |
| UPS Airlines  | Chicago, Louisville, Raleigh/Durham, Richmond, Virginia |

## Statistik

### Toppdestinationer
| Rank | Stad                      | Passagerare | Flygbolag                           |
| ---- | ------------------------- | ----------- | ----------------------------------- |
| 1    | Atlanta, Georgia          | 270 000     | Delta, Southwest, Spirit            |
| 2    | Orlando, Florida          | 255 000     | Frontier, Southwest, Spirit         |
| 3    | Fort Lauderdale, Florida  | 220 000     | Southwest, Spirit                   |
| 4    | Charlotte, North Carolina | 219 000     | American, Southwest, Spirit         |
| 5    | Denver, Colorado          | 190 000     | Frontier, Southwest, Spirit, United |
| 6    | Tampa, Florida            | 159 000     | Southwest, Spirit                   |
| 7    | Dallas/Fort Worth, Texas  | 121 000     | American, Spirit                    |
| 8    | Boston, Massachusetts     | 108 000     | Jetblue, Southwest, Spirit          |
| 9    | Las Vegas, Nevada         | 107 000     | Southwest, Spirit                   |
| 10   | Fort Myers, Florida       | 105 000     | Southwest, Spirit                   |

### Årlig trafik
Sökfråga på wikidata efter rådata.

## Olyckor
- Den 22 februari 1974 gick Samuel Byck in på flygplatsen, sköt en polis och steg sedan ombord på ett flygplan. Där dödade han en flygvärd och skadade kaptenen allvarligt. Hans plan var att ta kontroll över planet och krascha det i Vita huset. En polis utanför planet sköt Byck som blev allvarligt skadad. Byck hann begå självmord innan polisen stormade planet.[75]
- Den 6 maj 2009 hade ett flygplan av typen McDonnell Douglas DC-10 en hård landning på flygplatsen och det vänstra noshjulet gick sönder. En go-around initierades och flygplanet fick en säker landning. Flygplanet flögs av Air Mobility Command och kom från Leipzig, Tyskland. Ombord fanns 168 passagerare och 12 flygvärdar och av dessa togs 4 av dem till flygplatsen och en flygvärd skadades allvarligt. Planet togs sedan ur bruk och finns nu på flygplatsens brandstation där den används för träning av brandmän.[76]